# Bab Boudir
Bab Boudir (franska: Bab Boudir (CR), Bab Boudir (Commune Rurale), arabiska: اترايبة) är en kommun i Marocko.   Den ligger i provinsen Taza och regionen Fès-Meknès, i den nordöstra delen av landet, 250 km öster om huvudstaden Rabat. Antalet invånare är 6 100.